# Bolívia az 1984. évi nyári olimpiai játékokon
Bolívia az egyesült államokbeli Los Angelesben megrendezett 1984. évi nyári olimpiai játékok egyik részt vevő nemzete volt. Az országot az olimpián 6 sportágban 11 sportoló képviselte, akik érmet nem szereztek.

## Atlétika
Férfi
| Versenyző       | Versenyszám     | Eredmény      | Helyezés      |
| --------------- | --------------- | ------------- | ------------- |
| Juan Camacho    | Maraton         | 2:21:04       | 38.           |
| Osvaldo Morejón | 20 km gyaloglás | 1:44:42       | 36.           |
| Osvaldo Morejón | 50 km gyaloglás | nem ért célba | nem ért célba |

Női
| Versenyző    | Versenyszám | Eredmény | Helyezés |
| ------------ | ----------- | -------- | -------- |
| Nelly Chávez | Maraton     | 2:51:35  | 42.      |

## Birkózás
Szabadfogású
| Versenyző        | Versenyszám | Vigaszágas kiesés                                                       | Vigaszágas kiesés | 5. helyért        | Bronz- mérkőzés   | Döntő             | Helyezés    |
| Versenyző        | Versenyszám | Ellenfél Eredmény                                                       | Hely.             | Ellenfél Eredmény | Ellenfél Eredmény | Ellenfél Eredmény | Helyezés    |
| ---------------- | ----------- | ----------------------------------------------------------------------- | ----------------- | ----------------- | ----------------- | ----------------- | ----------- |
| Leonardo Camacho | 62 kg       | B csoport · Antonio La Bruna (ITA) · 0–12 · Gérard Sartoro (FRA) · 2–10 | 7.                | kiesett           | kiesett           | kiesett           | helyezetlen |

## Cselgáncs
| Versenyző    | Versenyszám | Csoport | Selejtező         | 32-es főtábla           | Nyolcaddöntő      | Negyeddöntő       | Elődöntő          | Vigaszág nyolcaddöntő | Vigaszág negyeddöntő | Vigaszág elődöntő | Bronz- mérkőzés   | Döntő             | Helyezés |
| Versenyző    | Versenyszám | Csoport | Ellenfél Eredmény | Ellenfél Eredmény       | Ellenfél Eredmény | Ellenfél Eredmény | Ellenfél Eredmény | Ellenfél Eredmény     | Ellenfél Eredmény    | Ellenfél Eredmény | Ellenfél Eredmény | Ellenfél Eredmény | Helyezés |
| ------------ | ----------- | ------- | ----------------- | ----------------------- | ----------------- | ----------------- | ----------------- | --------------------- | -------------------- | ----------------- | ----------------- | ----------------- | -------- |
| Edgar Claure | Harmatsúly  | B       | erőnyerő          | Lucas Chanson (SUI) · V | kiesett           | kiesett           | kiesett           |                       |                      |                   |                   |                   | 20.      |

## Ökölvívás
| Versenyző      | Versenyszám | 32-es főtábla           | Nyolcaddöntő      | Negyeddöntő       | Elődöntő          | Döntő             | Helyezés |
| Versenyző      | Versenyszám | Ellenfél Eredmény       | Ellenfél Eredmény | Ellenfél Eredmény | Ellenfél Eredmény | Ellenfél Eredmény | Helyezés |
| -------------- | ----------- | ----------------------- | ----------------- | ----------------- | ----------------- | ----------------- | -------- |
| René Centellas | Légsúly     | Jeff Fenech (AUS) · RSC | kiesett           | kiesett           | kiesett           | kiesett           | 17.      |

RSC – a mérkőzésvezető megállította a mérkőzést

## Sportlövészet
Nyílt
| Versenyző          | Versenyszám | Pont | Helyezés |
| ------------------ | ----------- | ---- | -------- |
| Víctor Hugo Campos | Trap        | 166  | 57.      |
| Javier Asbun       | Trap        | 161  | 62.      |
| Luis Gamarra       | Skeet       | 175  | 56.      |
| Mauricio Kattan    | Skeet       | 166  | 64.      |

## Vívás
Férfi
| Versenyző    | Versenyszám       | Selejtező | Selejtező | Selejtező         | Selejtező | Selejtező         | Selejtező | Főtábla           | Főtábla           | Vigaszág          | Vigaszág          | Negyeddöntő       | Elődöntő          | Döntő             | Helyezés |
| Versenyző    | Versenyszám       | 1. kör | 1. kör    | 2. kör            | 2. kör    | 3. kör            | 3. kör    | 1. kör            | 2. kör            | 1. kör            | 2. kör            | Negyeddöntő       | Elődöntő          | Döntő             | Helyezés |
| Versenyző    | Versenyszám       | Ellenfél Eredmény | Hely.     | Ellenfél Eredmény | Hely.     | Ellenfél Eredmény | Hely.     | Ellenfél Eredmény | Ellenfél Eredmény | Ellenfél Eredmény | Ellenfél Eredmény | Ellenfél Eredmény | Ellenfél Eredmény | Ellenfél Eredmény | Helyezés |
| ------------ | ----------------- | --- | --------- | ----------------- | --------- | ----------------- | --------- | ----------------- | ----------------- | ----------------- | ----------------- | ----------------- | ----------------- | ----------------- | -------- |
| Saul Mendoza | Tőr, egyéni       | 3. csoport · Ko Yin Fai (HKG) · 5–3 · Sergio Turiace (ARG) · 1–5 · Azuma Nobujuki (JPN) · 1–5 · Philippe Omnès (FRA) · 3–5 · Itzhak Hatuel (ISR) · 0–5 | 6.        | kiesett           | kiesett   | kiesett           | kiesett   | kiesett           | kiesett           | kiesett           | kiesett           | kiesett           | kiesett           | kiesett           | 50.      |
| Saul Mendoza | Párbajtőr, egyéni | 2. csoport · Csao Cse-csung (Zhao Zhizhong) (CHN) · 5–5 · Abdel Monem Salem (EGY) · 0–5 · Angelo Mazzoni (ITA) · 3–5 · Stephen Trevor (USA) · 2–5      | 5.        | kiesett           | kiesett   | kiesett           | kiesett   | kiesett           | kiesett           | kiesett           | kiesett           | kiesett           | kiesett           | kiesett           | 58.      |